# 湯瑪斯·賽康比
湯瑪斯·賽康比（英語： Thomas Seccombe，1866年—1923年）是一位多才多藝的英國作家和從1891年到1901年他是寫了超過700個詞條的國家人物傳記大辭典的助理編輯。曾在菲爾斯特德中學和牛津大學貝利奧爾學院受過教育，於1889年首次出現在現代史上。

## 著作
- 1894年《12個壞男人》（Twelve Bad Men）
- 1990年《強森時代》（The Age of Johnson）
- 1993年《莎士比亞時代》【與J.M.艾倫】（The Age of Shakespeare）【with J.W.Allen】
- 1995-1996年《英國文學的文人歷史》（Bookman History of English Literature）
- 1910年《在牛津的讚揚》（In Praise of Oxford）
- 1891-1901年《國家人物傳記大辭典》【助理編輯】（The Dictionary of National Biography）【assistant editor】

## 外部連結
- Thomas Seccombe的作品  - 古騰堡計劃
- Seccombe, Thomas (ed.).  2nd. London: T. Fisher Unwin. 1894  [2012-03-25]. （原始内容存档于2014-07-05）.
- Seccombe, Thomas.  6th. London: George Bell & Sons. 1902  [2012-03-25]. （原始内容存档于2014-07-05）.